# فعالیت‌های سیا در بریتانیا
سابقه طولانی همکاری نزدیک بین سرویس‌های اطلاعاتی آمریکا و بریتانیا وجود دارد. افسران رابط دائمی هر کشور در سازمان‌های اطلاعاتی اصلی کشور دیگر مانند سیا و سرویس اطلاعات مخفی (ا‌م‌آی۶)، اف‌بی‌آی و سرویس امنیت داخلی (ام‌آی۵) و آژانس امنیت ملی (ان‌اس‌ای) و ستاد ارتباطات دولت (جی‌سی‌اچ‌کیو) وجود دارند.
اولگ پنکوفسکی که فراری در محل بود، سرهنگ اطلاعاتی ارتش شوروی و مامور یک عملیات جاسوسی مشترک بین آمریکا و بریتانیا بود. بسیاری از اطلاعات جمع‌آوری شده توسط پنکوفسکی به صورت آنلاین در اتاق مطالعه سیا (اف‌او‌ای‌آی) با نام رمز آهن بارک در دسترس هستند.
منبع اصلی تنش بین این دو کشور، کیم فیلبی، افسر ارشد اس‌آی‌اس بریتانیا بود که در اصل مأمور شوروی بود. فیلبی در مقطعی، افسر رابط اس‌آی‌اس مقیم آمریکا نیز بود. جیمز ژسوس آنگلتون، رئیس ضد جاسوسی سیا، از فعالیت فیلبی غافلگیر شد و در نتیجه، شروع به شکار خال در سیا کرد.

## ۱۹۸۴
در ژانویه ۲۰۱۴، اسناد تازه منتشر شده نشان داد که نخست‌وزیر سابق بریتانیا مارگارت تاچر، ۳۰ سال قبل از آن هشدار داده شده‌ بود که سیا همیشه هنگام انجام عملیات در بریتانیا، از قبل به اندازه کافی اطلاع‌رسانی نکرده‌است. در سال ۱۹۸۴، پدی اشدان که بعداً رهبر حزب لیبرال دموکرات‌ شد، نسبت به رویکردهای مخفیانه مأموران سیا نگرانی ایجاد کرد اما تاچر این اتهامات را رد کرد.

## ۱۹۸۵
مجموعه‌ای از یادداشت‌های سیا در ژانویه ۲۰۱۷ منتشر شد. یکی از آن‌ها در سال ۱۹۸۵ می‌گوید که سیا معتقد است: «حزب کارگر در دست چپ‌های شهری است که افراط‌های ایدئولوژیکی و تنها جذابیت‌های حاشیه‌ای دارند».

## ۲۰۰۹
در فوریه ۲۰۰۹، تیم شیپمن روزنامه‌نگار، در اسپکتیتر فاش کرد که سیا «شبکه‌های عامل خود را در مقیاسی بی‌سابقه در جامعه پاکستانی بریتانیا اداره می‌کند». وی مدعی شد که حدود ۴۰ تا ۶۰ درصد از فعالیت‌های سیا که برای جلوگیری از یک تروریست جدید در خاک آمریکا طراحی شده‌است، اکنون به سمت اهدافی در بریتانیا هدایت می‌شود.

## ۲۰۱۶
در ژانویه ۲۰۲۲، جان کریاکو، مامور سابق سیا که به افشاگر تبدیل شده‌است، فاش کرد که بنیاد ملی دموکراسی (یک شرکت غیرانتفاعی که در دهه ۱۹۸۰ توسط رئیس‌جمهور رونالد ریگان ایجاد شد و توسط کنگره آمریکا تأمین مالی می‌شود) میلیون‌ها دلار را به مستقل بریتانیا اختصاص داده‌است. این خدمات عبارت هستند از رسانه‌های تحقیقی مانند بیلنچکات، مالی کشف و اوپن‌دموکراسی و همچنین آزادی رسانه‌ها، سازمان‌های آموزشی و گروه‌های رسانه‌ای از سال۲۰۱۶.
او در برنامه بریتانیای طبقه‌بندی شده از رادیو بی‌بی‌سی ۴ گفت: «در سال۲۰۱۱، کنگره ایالات متحده قانونی را تغییر داد که قوه مجریه را از تبلیغ مردم آمریکا یا اتباع سایر کشورهای «پنج چشم» (بریتانیا، کانادا، استرالیا و نیوزیلند) منع می‌کرد. مؤسسه ملی برای دموکراسی، مانند رادیو اروپای آزاد/رادیو آزادی، تعداد بی‌شماری از اتاق‌های فکر در منطقه واشینگتن، دی.سی. و رادیو/تلویزیون مارتی، وسیله‌ای برای این تبلیغات هستند». کیریاکو ادامه داد: «و چه راهی بهتر از قیف کردن پول به رسانه‌های «دوست» در «کشورهای دوست» برای گسترش این تبلیغات؟ تلاش‌های تبلیغاتی سیا در طول تاریخ بی شرمانه بوده‌است اما اکنون که آن‌ها از نظر قانونی فقط به روسیه و چین نفوذ نکرده‌اند، تمام جهان یک هدف است».